# Lituania en los Juegos Olímpicos de la Juventud 2018
Lituania compitió en los Juegos Olímpicos de la Juventud 2018 en Buenos Aires, Argentina, celebrados entre el 6 y el 18 de octubre de 2018. Su delegación estuvo conformada por 15 atletas en 8 disciplinas. Obtuvo una medalla dorada, una plateada y una de bronce en los juegos.

## Medallero
| Medalla       | Oro | Plata | Bronce | Total |
| ------------- | --- | ----- | ------ | ----- |
| Total oficial | 1   | 1     | 1      | 3     |

## Atletismo
Lituania clasificó a tres atletas en esta disciplina, Dominykas Čepys, Matas Makaravičius y Dovidas Petkevičius.

## Gimnasia

### Artística
Lituania calificó a una gimnasta por su desempeño en el Campeonato Europeo Juvenil de 2018.
- Individual femenino- Eglė Stalinkevičiutė

## Pentatlón moderno
- Elžbieta Adomaitytė
- Aivaras Kazlas

## Remo
Lituania clasificó un bote en esta disciplina.
- Remo femenino - Kamilė Kralikaitė y Vytautė Urbonaitė

## Tiro deportivo
- Greta Rankelytė - 10m Pistola femenino

## Natación
- Kotryna Teterevkova
- Agnė Šeleikaitė
- Alanas Tautkus
- Arijus Pavlidi

## Tenis de mesa
Lituania clasificó a un jugador de tenis de mesa por su desempeño en la Eliminatoria Continental Europea.
- Individual masculino - Medardas Stankevičius